# Тарауака
Тарауака (порт. Tarauacá) — міська громада у однойменному регіоні бразильського штату Акрі. Населення — 43151 мешканець (станом на 2020 рік).

## Клімат
Громада знаходиться у зоні, котра характеризується мусонним кліматом. Найтепліший місяць — жовтень із середньою температурою 25.5 °C (77.9 °F). Найхолодніший місяць — липень, із середньою температурою 23.7 °С (74.7 °F).
| Клімат Тарауаки         | Клімат Тарауаки | Клімат Тарауаки | Клімат Тарауаки | Клімат Тарауаки | Клімат Тарауаки | Клімат Тарауаки | Клімат Тарауаки | Клімат Тарауаки | Клімат Тарауаки | Клімат Тарауаки | Клімат Тарауаки | Клімат Тарауаки | Клімат Тарауаки |
| Показник                | Січ.            | Лют.            | Бер.            | Квіт.           | Трав.           | Черв.           | Лип.            | Серп.           | Вер.            | Жовт.           | Лист.           | Груд.           | Рік             |
| Абсолютний максимум, °C | 35,1            | 35,9            | 35,7            | 36,1            | 34,7            | 34,9            | 36,6            | 37,2            | 36,5            | 36,5            | 35,7            | 36,5            | 37,2            |
| Середній максимум, °C   | 30,9            | 30,9            | 31,2            | 31              | 30,9            | 30,5            | 31,4            | 32              | 32,2            | 32,1            | 31,5            | 31,1            | 31,3            |
| Середня температура, °C | 25,3            | 25,3            | 25,3            | 25,2            | 24,7            | 23,8            | 23,7            | 24,2            | 25              | 25,5            | 25,5            | 25,5            | 24,9            |
| Середній мінімум, °C    | 21,9            | 21,5            | 21,8            | 21,6            | 21              | 19              | 18,8            | 19,4            | 20,1            | 21,1            | 21,8            | 22              | 20,8            |
| Абсолютний мінімум, °C  | 18              | 17,2            | 16,6            | 16,1            | 13,5            | 11,6            | 8               | 9,7             | 10,4            | 13,1            | 16,6            | 18,2            | 8               |
| Вологість повітря, %    | 89              | 89              | 89              | 89              | 87              | 87              | 85              | 85              | 85              | 86              | 86              | 89              | 87.2            |
| ----------------------- | --------------- | --------------- | --------------- | --------------- | --------------- | --------------- | --------------- | --------------- | --------------- | --------------- | --------------- | --------------- | --------------- |
| Джерело: Weatherbase    |                 |                 |                 |                 |                 |                 |                 |                 |                 |                 |                 |                 |                 |